# Lyrics Born

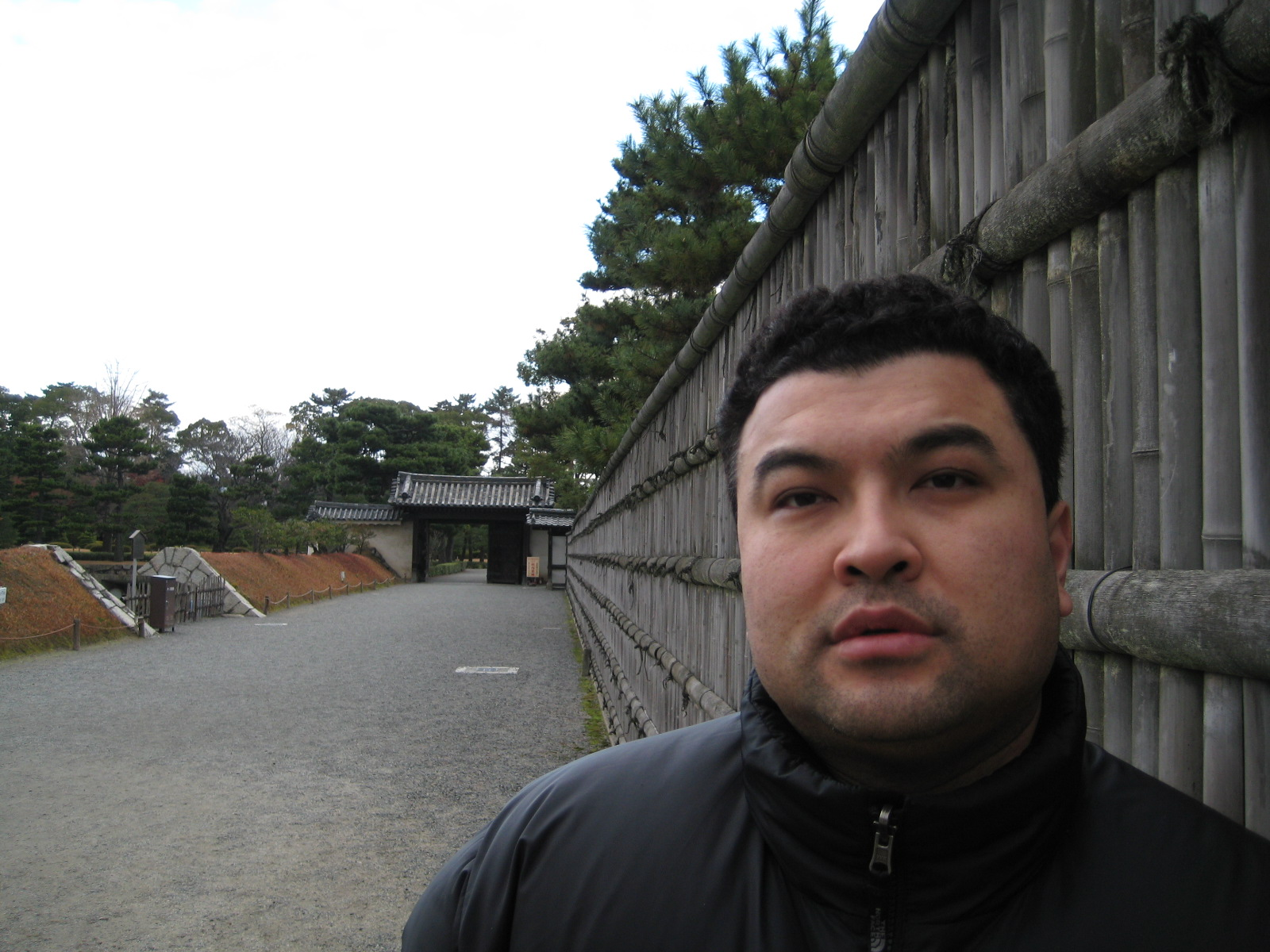
Lyrics Born (2008)

Lyrics Born (bürgerlich Tom Shimura; * 2. September 1972 in Tokio, Japan) ist ein japanischstämmiger Hip-Hop-Künstler. Er gründete zusammen mit Lateef the Truth Speaker das Duo Latyrx.

## Biografie
Geboren in Japan wuchs er die meiste Zeit in Berkley, Kalifornien, auf und hatte dort ersten Kontakt zum Hip-Hop. Ursprünglich legte er sich den Künstlernamen „Asia Born“ an, wollte seine Herkunft aber nicht thematisieren. Seine eigene Musik-Karriere begann 1990 an der University of California, Davis, wo er über den Studentenradiosender KDVS mehrere andere Musik-Begeisterte kennenlernte. Dazu gehörten unter anderem Lateef The Truth Speaker (Lateef Daumont), Gift of Gab (Timothy Parker) und Chief Xcel (Xavier Mosley), zusammen Blackalicious, DJ Shadow (Josh Davis) und Jeff „DJ Zen“ Chang.
Zusammen gründeten sie das Independent-Label Quannum Projects.
1993 erschien mit Send Them die erste Veröffentlichung zusammen mit DJ Shadow und 1995 mit Latyrx The Album folgte schließlich der erste kommerzielle Erfolg. 1999 erschien dann die Kompilation Spectrum, die sich über 100.000 mal weltweit verkaufte. Mit entscheidend für den Erfolg war die auf dem britischen Trip-Hop-Label Mo’ Wax veröffentlichte Single I Changed My Mind von Lyrics Born, die sich alleine schon mehr als 10.000 mal verkaufte. Damit war der internationale Durchbruch geschafft.
Im Jahr 2003 erschien das Solo-Album Later That Day, das 2005 vom Album Same !@#$, Different Day  gefolgt wird.
2004 trat er mehr als 150 mal live auf, wodurch das 2006 erschienene Live-Album Overnight Encore: Lyrics Born Live! entstand. Das Album wurde je zur Hälfte in Melbourne und Sydney aufgenommen.

## Diskografie (Auswahl)

### Alben
- 2003: Later That Day (Quannum Projects)
- 2005: Lyrics Born Variety Show Season One (Mobile Home Recordings)
- 2005: Same !@#$, Different Day  (Quannum Projects)
- 2006: Lyrics Born Variety Show Season Two (Mobile Home Recordings)
- 2006: Overnight Encore: Lyrics Born Live! (Quannum Projects)
- 2008: Everywhere at Once (Anti-)
- 2010: As U Were (Decon Records)
- 2015: Real People (Mobile Home Recordings)
- 2018: Quite a Life (Mobile Home Recordings)
- 2022: Mobile Homies Season 1 (Mobile Home Recordings)
- 2022: Vision Board

### Singles
- 1996: Burnt Pride (Solesides)
- 1996: Balcony Beach (Solesides)
- 1999: I Changed My Mind (Mo’ Wax)
- 2003: Hello b/w One Session (Quannum Projects)
- 2003: Callin' Out (Quannum Projects)
- 2004: Callin' Out Remix b/w Do That There Remix (Quannum Projects)
- 2005: I'm Just Raw b/w Pack Up Remix (Quannum Projects)
- 2009: Revolution (OM Records)